# Полошский монастырь
Полошский монастырь (серб. Полошки манастир, болг. Полошки манастир) — монастырь в Северной Македонии, находится недалеко от Кавадарца. Раньше находился на берегу реки Црной около ныне затопленного искусственным озером села Полошко, от которого и получил своё название. Сейчас попасть в монастырь можно только по воде.

## История

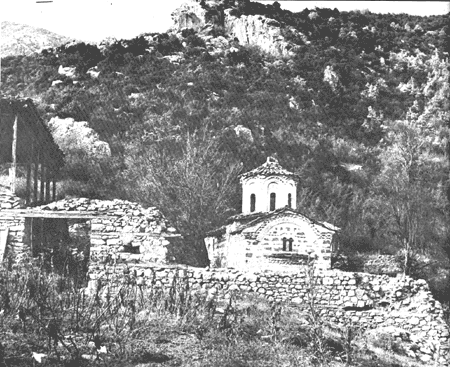
Старая фотография монастыря

Монастырь построен в 1340 году болгарской аристократкой Мариной Смилец как мавзолей и гробница для своего сына деспота Ивана Драгушина, умершего в этом же году.
Историю монастыря можно проследить по двум царским грамотам. Первая — короля Стефана Душана от 1340 года, в которой монастырь и его имения (села Полошко, Драгожел и Копани) передаются святогорскому Хиландарскому монастырю. Вторая —  Йована и Константина Драгашей от 1378 года, в которой братья передают монастырь с имениями русскому Свято-Пантелеймоновому монастырю на Афоне.
В 1584 году монастырь имел 5—6 монахов во главе с игуменом Паисием. В 1609 году, при игумене Савве монастырская церковь заново расписана. К 1716 году есть упоминание монастыря как заброшенного, но в 1740—1746 есть свидетельства о возрождении монастырской жизни. В 1900 году вновь нет монахов.
16 ноября 2007 года были освящены камни в основания новых монастырских покоев, возводимых на месте старых. На церковные праздники (Юрьев день и Успение Богородицы) монастырь привлекает много паломников и туристов.

## Архитектура

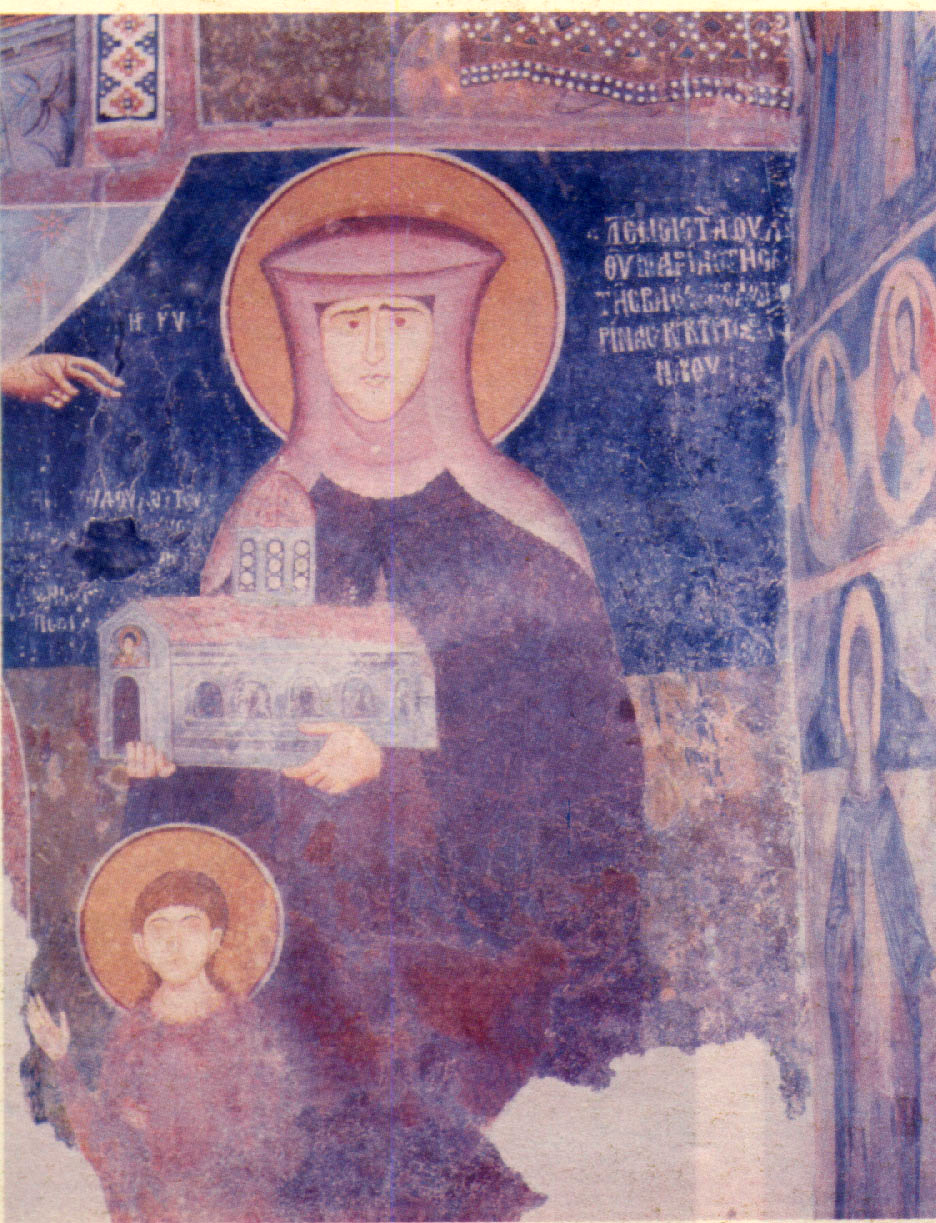
Фреска. Ктиторский портрет Марины Смилец с внуком

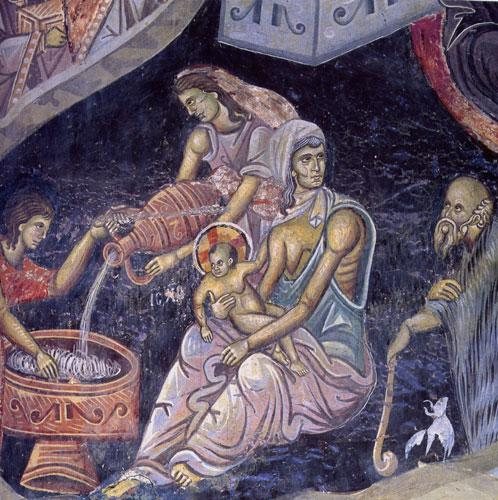
Рождество, деталь южной стены, 1343—1345 годы

Храм однонефный, разделенный пилястрами на три части. Купол на восьмигранном барабане. Главный округлый свод, лежит непосредственно на боковых сводах. Кладка opus mixtum без определенного порядка. Южный, северный и восточный фасады богато украшены слепыми нишами, аркадами, зубчатыми кирпичными венцами. Так же украшен и купол.
На западной стороне церкви в 1609 году из каменных блоков, разделенных кирпичом, построен притвор с расписанными стенами. Внутренняя сторона — сводчатая, снаружи перекрытие двухскатное. Два входа находятся с северной и западной сторон притвора.
Старые монастырские кельи находились к югу и западу от монастырской церкви. Они сохранились до начала XX века и видны на фотографиях. Здания были двускатными стремя окнами в западной части. Второй этаж имел шесть деревянных колонн и защитные парапеты. К нижнему этажу примыкало крыльцо.

## Интерьер

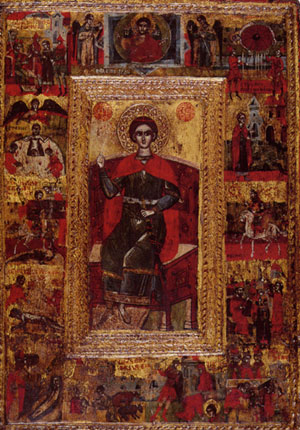
Икона Св. Георгия

Церковь была расписана сразу после строительства в период с 1343 до конца 1345. Внутренняя часть церкви полностью расписана сценами жизни Иисуса Христа, изображениями святых в полный рост и по пояс, композициями Великих праздников. Роспись типична для небольших византийских церквей и подчеркивает мавзолейный характер храма.
На западной стене над входом находится ниша с фреской Святого Георгия на коне (1881 год). Сейчас слой XIX века снят и открыта фреска 1609 года. На северной стене в нише изображение Святого Димитрия на коне.
Царские врата датируются XVI веком. Два архитрава с Деисисом и Великими праздниками датируются первой четвертью XVII века, а возможно, и 1630 годом, когда была написана икона Св. Георгия с житием. Большой иконостасный крест с распятием, 1584 года, находится в верхней части иконостаса, украшен резьбой. Деревянная резная люстра 1492 года является самой старой резной работой в стране.